# Trực Lệ Tổng đốc
Tổng đốc Trực Lệ hay Trực Lệ Tổng đốc (giản thể: 直隶总督; phồn thể: 直隸總督; tiếng Mãn: ᡷᡳᠯᡳ 
ᡠᡥᡝᡵᡳ 
ᡴᠠᡩᠠᠯᠠᡵᠠ 
ᠠᠮᠪᠠᠨ, Möllendorff: jyli uheri kadalara amban) là một chức vị tổng đốc được thiết lập vào thời nhà Thanh trong lịch sử Trung Quốc để quản lý khu vực Bắc Trực Lệ. Quan hàm chính thức của chức quan này là Tổng đốc Trực Lệ cùng các địa phương khác, Đề đốc quân vụ, lương hướng, quản lý đường sông kiêm công vụ của Tuần phủ, là 1 trong 9 chức vụ lớn nhất vùng biên cương thời nhà Thanh, chịu trách nhiệm quản lý chung công việc hành chính của quân dân Trực Lệ. Vì vị trí mang tính yếu địa đối với kinh kỳ của tỉnh Trực Lệ mà Tổng đốc Trực Lệ được xem là người đứng đầu trong các quan chức biên cương. Trực Lệ Tổng đốc cùng với Binh bộ Thượng thư và Hữu Đô ngự sử có thể trực tiếp thượng tấu lên Hoàng đế.

## Lịch sử
Năm 1644 dưới triều Thuận Trị, tại địa khu Bắc Trực Lệ, triều đình nhà Thanh đã cho thiết đặt 3 vị trí tuần phủ ở Thuận Thiên, Tuyên Phủ và Bảo Định, cùng với 2 vị trí tổng đốc ở Thiên Tân và Tuyên Đại Sơn Tây (đóng ở Đại Đồng). Giữa tuần phủ và tổng đốc không có quan hệ lệ thuộc lẫn nhau. Sau khi Nam Kinh không còn là kinh đô thứ 2, Nam Trực Lệ được chia làm tỉnh An Huy và tỉnh Giang Tô, còn Bắc Trực Lệ được đổi thành tỉnh Trực Lệ, khu quản hạt tương đương với Kinh Tân Ký và Hà Nam. Năm 1648, vị trí Tổng đốc Tuyên Đại Sơn Tây bị bãi bỏ, triều đình lại cho thiết đặt vị trí tổng đốc tại 3 tỉnh Trực Lệ, Sơn Đông và Hà Nam, đóng tại phủ Đại Danh (nay là huyện Đại Danh thuộc tỉnh Hà Bắc).
Năm 1658, vị trí Trực Lệ Tổng đốc bị hạ xuống thành Trực Lệ Tuần phủ. Năm 1661, Thuận Trị một lần nữa thiết lại vị trí Trực Lệ Tổng đốc, đóng ở Đại Danh, dù vẫn tiếp tục duy trì chức tuần phủ ở khu vực này. Nhưng chỉ 8 năm sau, Khang Hi Đế quyết định xóa bỏ chức vụ này vào năm 1669, đồng thời Trực Lệ Tuần phủ dời đến đóng tại Bảo Định. Đến năm 1713, chức Trực Lệ Tuần phủ được ban thêm hàm Tổng đốc, quyền hạn được mở rộng.
Năm 1724, Ung Chính Đế quyết định thăng Trực Lệ Tuần phủ Lý Duy Quân lên làm Tổng đốc, có quyền quản hạt với tất cả các phủ Thuận Thiên, Bảo Định, Chính Định, Đại Danh, Thuận Đức, Quảng Bình, Thiên Tân, Hà Gian, Thừa Đức, Triều Dương, Tuyên Hóa, Vĩnh Bình, các châu Tuân Hóa, Dịch Châu, Triệu Châu, Ký Châu, Định Châu, còn có Khẩu Bắc và khu tự trị Mông Cổ. Nha môn Trực Lệ Tổng đốc được xây dựng ở Bảo Định. Kể từ đây đến thời Thanh mạt, chế độ lấy Trực Lệ Tổng đốc quản hạt toàn tỉnh Trực Lệ vẫn tiếp tục được duy trì. Bảo Định, nơi được chọn làm thủ phủ của Trực Lệ, không chỉ đảm nhận các chức năng quản lý hành chính, thu thuế, xét xử tư pháp của tỉnh mà còn đảm nhận một số chức năng chính trị, văn hóa và giáo dục trải rộng từ thủ đô Bắc Kinh.
Bắt đầu từ triều Càn Long, công việc và quyền quản hạt của Trực Lệ Tổng đốc ngày càng mở rộng:
- Từ năm Càn Long thứ 14 (1749): kiêm quản công việc phòng chống lũ lụt và quản lý sửa trị Hoàng Hà.
- Từ năm Càn Long thứ 28 (1763): án theo lệ của Tứ Xuyên Tổng đốc mà quản hạt các sự vụ của chức tuần phủ.[6]
- Từ năm Hàm Phong thứ 3 (1853): việc quản lý muối của ruộng muối Trường Lô được đặt dưới sự kiểm soát trực tiếp của Trực Lệ Tổng đốc.
- Từ năm Đồng Trị thứ 9 (1870): triều đình nhà Thanh đã giao các công việc mậu dịch buôn bán của ba cảng Thiên Tân, Dinh Khẩu và Yên Đài cho Trực Lệ Tổng đốc, đồng thời ban thêm hàm Bắc Dương thông thương Đại thần. Cũng từ đây, phần lớn thời gian Trực Lệ Tổng đốc sẽ đóng ở Thiên Tân và chỉ trở về Bảo Định vào mùa đông khi việc ngoại thương ảm đạm.

## Người từng nhậm chức
| #                                                              | Nhiệm kỳ                                                      | Nhiệm kỳ                                                      | Tên                                                           | Tên                                                           | Thời gian sống                                                | Thời gian sống                                                | Thụy hiệu                                                     | Thụy hiệu                                                     | Kỳ tịch                                                       | Kỳ tịch                                                       | Chú                                                           | Nguồn                                                         |
| #                                                              | Bắt đầu                                                       | Kết thúc                                                      | Phiên âm                                                      | Chữ Hán                                                       | Sinh                                                          | Mất                                                           | Phiên âm                                                      | Chữ Hán                                                       | Kỳ phân                                                       | Kỳ                                                            | Chú                                                           | Nguồn                                                         |
| Tổng đốc Trực Lệ, Sơn Đông, Hà Nam (năm Thuận Trị thứ 6 – 15)  | Tổng đốc Trực Lệ, Sơn Đông, Hà Nam (năm Thuận Trị thứ 6 – 15) | Tổng đốc Trực Lệ, Sơn Đông, Hà Nam (năm Thuận Trị thứ 6 – 15) | Tổng đốc Trực Lệ, Sơn Đông, Hà Nam (năm Thuận Trị thứ 6 – 15) | Tổng đốc Trực Lệ, Sơn Đông, Hà Nam (năm Thuận Trị thứ 6 – 15) | Tổng đốc Trực Lệ, Sơn Đông, Hà Nam (năm Thuận Trị thứ 6 – 15) | Tổng đốc Trực Lệ, Sơn Đông, Hà Nam (năm Thuận Trị thứ 6 – 15) | Tổng đốc Trực Lệ, Sơn Đông, Hà Nam (năm Thuận Trị thứ 6 – 15) | Tổng đốc Trực Lệ, Sơn Đông, Hà Nam (năm Thuận Trị thứ 6 – 15) | Tổng đốc Trực Lệ, Sơn Đông, Hà Nam (năm Thuận Trị thứ 6 – 15) | Tổng đốc Trực Lệ, Sơn Đông, Hà Nam (năm Thuận Trị thứ 6 – 15) | Tổng đốc Trực Lệ, Sơn Đông, Hà Nam (năm Thuận Trị thứ 6 – 15) | Tổng đốc Trực Lệ, Sơn Đông, Hà Nam (năm Thuận Trị thứ 6 – 15) |
| -------------------------------------------------------------- | ------------------------------------------------------------- | ------------------------------------------------------------- | ------------------------------------------------------------- | ------------------------------------------------------------- | ------------------------------------------------------------- | ------------------------------------------------------------- | ------------------------------------------------------------- | ------------------------------------------------------------- | ------------------------------------------------------------- | ------------------------------------------------------------- | ------------------------------------------------------------- | ------------------------------------------------------------- |
| 1                                                              | 1649                                                          | 1651                                                          | Trương Tồn Nhân                                               | 張存仁                                                        | Không rõ                                                      | 1652                                                          | Trung Cần                                                     | 忠勤                                                          | Hán quân                                                      | Tương Lam kỳ                                                  |                                                               |                                                               |
| 2                                                              | 1651                                                          | 1654                                                          | Mã Quang Huy                                                  | 馬光輝                                                        |                                                               |                                                               |                                                               |                                                               | Hán quân                                                      | Tương Hoàng kỳ                                                |                                                               |                                                               |
| 3                                                              | 1654                                                          | 1657                                                          | Lý Ấm Tổ                                                      | 李荫祖                                                        | 1629                                                          | 1664                                                          |                                                               |                                                               | Hán quân                                                      | Chính Hoàng kỳ                                                |                                                               |                                                               |
| 4                                                              | 1657                                                          | 1658                                                          | Trương Huyền Tích                                             | 張懸錫                                                        |                                                               |                                                               |                                                               |                                                               |                                                               |                                                               |                                                               |                                                               |
| Tổng đốc Trực Lệ (năm Thuận Trị thứ 18 – năm Khang Hi thứ 4)   |                                                               |                                                               |                                                               |                                                               |                                                               |                                                               |                                                               |                                                               |                                                               |                                                               |                                                               |                                                               |
| 1                                                              | 1661                                                          | 1665                                                          | Miêu Trừng                                                    | 苗澄                                                          |                                                               |                                                               |                                                               |                                                               |                                                               |                                                               |                                                               |                                                               |
| Tổng đốc Trực Lệ, Sơn Đông, Hà Nam (năm Khang Hi thứ 4 – 8)    |                                                               |                                                               |                                                               |                                                               |                                                               |                                                               |                                                               |                                                               |                                                               |                                                               |                                                               |                                                               |
| 1                                                              | 1665                                                          | 1667                                                          | Chu Xương Tộ                                                  | 朱昌祚                                                        | 1627                                                          | 1667                                                          | Cần Mẫn                                                       | 勤愍                                                          | Hán quân                                                      | Tương Bạch kỳ                                                 | [ a ]                                                         |                                                               |
| 2                                                              | 1667                                                          | 1669                                                          | Bạch Bỉnh Trinh                                               | 白秉貞                                                        |                                                               |                                                               |                                                               |                                                               | Hán quân                                                      |                                                               |                                                               |                                                               |
| Tổng đốc Trực Lệ (năm Ung Chính thứ 2 – năm Tuyên Thống thứ 3) |                                                               |                                                               |                                                               |                                                               |                                                               |                                                               |                                                               |                                                               |                                                               |                                                               |                                                               |                                                               |
| 1                                                              | 1724                                                          | 1725                                                          | Lý Duy Quân                                                   | 李維鈞                                                        |                                                               |                                                               |                                                               |                                                               | Người Hán                                                     | Người Hán                                                     | [ c ]                                                         | [ 4 ]                                                         |
| *                                                              | 1725                                                          | 1725                                                          | Thái Đĩnh                                                     | 蔡珽                                                          | Không rõ                                                      | 1743                                                          |                                                               |                                                               | Hán quân                                                      | Chính Bạch kỳ                                                 | [ d ]                                                         |                                                               |
| 2                                                              | 1725                                                          | 1727                                                          | Lý Phất                                                       | 李紱                                                          | 1673                                                          | 1750                                                          |                                                               |                                                               |                                                               |                                                               | [ e ]                                                         |                                                               |
| *                                                              | 1727                                                          | 1728                                                          | Nghi Triệu Hùng                                               | 宜兆熊                                                        | Không rõ                                                      | 1731                                                          |                                                               |                                                               | Hán quân                                                      | Chính Bạch kỳ                                                 | [ f ]                                                         |                                                               |
| *                                                              | 1727                                                          | 1729                                                          | Lưu Sư Thứ                                                    | 劉師恕                                                        |                                                               |                                                               |                                                               |                                                               |                                                               |                                                               | [ g ]                                                         |                                                               |
| *                                                              | 1728                                                          | 1729                                                          | Hà Thế Cơ                                                     | 何世璂                                                        | 1666                                                          | 1729                                                          |                                                               |                                                               |                                                               |                                                               | [ h ]                                                         |                                                               |
| *                                                              | 1729                                                          | 1729                                                          | Dương Côn                                                     | 楊鯤                                                          |                                                               |                                                               |                                                               |                                                               |                                                               |                                                               | [ i ]                                                         |                                                               |
| *                                                              | 1729                                                          | 1731                                                          | Đường Chấp Ngọc                                               | 唐執玉                                                        | Không rõ                                                      | 1733                                                          |                                                               |                                                               |                                                               |                                                               | [ j ]                                                         |                                                               |
| *                                                              | 1731                                                          | 1732                                                          | Lưu Vu Nghĩa                                                  | 劉於義                                                        | 1675                                                          | 1748                                                          | Văn Khác                                                      | 文恪                                                          |                                                               |                                                               | [ k ]                                                         |                                                               |
| *                                                              | 1732                                                          | 1732                                                          | Lý Vệ                                                         | 李衛                                                          | 1688                                                          | 1738                                                          | Mẫn Đạt                                                       | 敏达                                                          | Người Hán                                                     | Người Hán                                                     |                                                               |                                                               |
| 3                                                              | 1732                                                          | 1738                                                          | Lý Vệ                                                         | 李衛                                                          | 1688                                                          | 1738                                                          | Mẫn Đạt                                                       | 敏达                                                          | Người Hán                                                     | Người Hán                                                     |                                                               |                                                               |
| *                                                              | 1733                                                          | 1733                                                          | Đường Chấp Ngọc                                               | 唐執玉                                                        | Không rõ                                                      | 1733                                                          |                                                               |                                                               |                                                               |                                                               | [ k ]                                                         |                                                               |
| *                                                              | 1738                                                          | 1738                                                          | Tôn Gia Cam                                                   | 孫嘉淦                                                        | 1683                                                          | 1753                                                          | Văn Định                                                      | 文定                                                          | Người Hán                                                     | Người Hán                                                     | [ l ]                                                         |                                                               |
| 4                                                              | 1738                                                          | 1741                                                          | Tôn Gia Cam                                                   | 孫嘉淦                                                        | 1683                                                          | 1753                                                          | Văn Định                                                      | 文定                                                          | Người Hán                                                     | Người Hán                                                     |                                                               |                                                               |
| 5                                                              | 1741                                                          | 1745                                                          | Cao Bân                                                       | 高斌                                                          | 1683                                                          | 1755                                                          | Văn Định                                                      | 文定                                                          | Mãn Châu                                                      | Tương Hoàng kỳ                                                | [ m ]                                                         |                                                               |
| *                                                              | 1745                                                          | 1745                                                          | Lưu Vu Nghĩa                                                  | 劉於義                                                        | 1675                                                          | 1748                                                          | Văn Khác                                                      | 文恪                                                          |                                                               |                                                               | [ l ]                                                         |                                                               |
| 6                                                              | 1745                                                          | 1749                                                          | Na Tô Đồ                                                      | 那蘇圖                                                        | 1745                                                          | 1749                                                          | Khác Cần                                                      | 恪勤                                                          | Mãn Châu                                                      | Tương Hoàng kỳ                                                |                                                               |                                                               |
| *                                                              | 1749                                                          | 1749                                                          | Trần Đại Thụ                                                  | 陳大受                                                        | Không rõ                                                      | 1751                                                          | Văn Túc                                                       | 文肃                                                          |                                                               |                                                               | [ l ]                                                         |                                                               |
| 7                                                              | 1749                                                          | 1768                                                          | Phương Quan Thừa                                              | 方觀承                                                        | 1696                                                          | 1768                                                          | Khác Mẫn                                                      | 恪敏                                                          |                                                               |                                                               |                                                               |                                                               |